# Bidyanus bidyanus
Bidyanus bidyanus és una espècie de peix pertanyent a la família dels terapòntids.

## Descripció
- Pot arribar a fer 40 cm de llargària màxima (normalment, en fa 30) i 1.500 g de pes.[3][4][5][6]

## Reproducció
Té lloc a l'estiu (entre el novembre i el gener, quan la temperatura de l'aigua és al voltant dels 23-30 °C) i després d'una migració aigües amunt. Els ous són pelàgics, fan 2,7-2,8 mm de diàmetre i les larves es desclouen al cap de 30 hores amb una mida de 3,6 mm de longitud.

## Alimentació
Menja insectes aquàtics, mol·luscs, cucs i plantes.

## Hàbitat
És un peix d'aigua dolça, bentopelàgic, potamòdrom i de clima subtropical (10 °C-30 °C; 29°S-35°S).

## Distribució geogràfica
Es troba a Austràlia: la conca del Murray-Darling (sud de Queensland, Nova Gal·les del Sud i el sud de Victòria).

## Observacions
És inofensiu per als humans, molt apreciat pels afeccionats a la pesca esportiva i una espècie cada cop més utilitzada en aqüicultura a Austràlia, ja que és bona per al consum humà.